# André Bertouille
Pour les articles homonymes, voir Bertouille.
 (décembre 2015).
Si vous disposez d'ouvrages ou d'articles de référence ou si vous connaissez des sites web de qualité traitant du thème abordé ici, merci de compléter l'article en donnant les références utiles à sa vérifiabilité et en les liant à la section « Notes et références ».
André E.J.P. Bertouille (Renaix, 29 janvier 1932) est un homme politique belge libéral (alors PRL).

## Parcours
Diplômé en Droit administratif en 1951, puis breveté d'administration en 1953, il commence sa carrière en tant que secrétaire communal à Comines de 1951 à 1974, relevant d'abord de la tutelle provinciale de Flandre occidentale avant de passer sous celle du Hainaut en 1962. Parallèlement à son engagement administratif, il devient professeur dans l'enseignement de l'État de 1961 à 1974 et dans le cadre de l'enseignement de promotion sociale de 1960 à 1981.
Il commence sa carrière politique en tant que conseiller communal de Tournai en 1970. Élu échevin de la Culture à Tournai de 1974 à 1976, André Bertouille est coopté au Sénat par le Parti de la Liberté et du Progrès, où il occupe les fonctions de vice-président et de secrétaire politique de 1974 à 1979. Sa carrière parlementaire s'est poursuivie à la Chambre des représentants de 1977 à 1995 (il siégea notamment pendant la 47e législature de la Chambre des représentants), représentant l'arrondissement de Tournai-Ath-Mouscron, tout en assumant le poste de premier secrétaire du bureau de la Chambre de 1977 à 1980.
En 1980, André Bertouille est devenu secrétaire d'État chargé des Affaires wallonnes dans le bref troisième Exécutif de la Région wallonne. Il participe activement à l'adoption des lois d'août 1980 et continue de siéger au Conseil régional wallon de 1980 à 1995. Il assume la fonction de Secrétaire du bureau de la Chambre des représentants en 1980-1981. Il est ministre wallon du Logement et de l'Informatique de 1981 à 1983, puis ministre de l'Enseignement dans le gouvernement Martens-Gol de 1983 à 1985. André Bertouille joue un rôle clé dans la Commission du Pacte scolaire, contribuant à des réformes majeures dans le domaine de l'éducation. De 1985 à 1988, il occupe le poste de ministre de la Santé, de l'Enseignement et des Classes moyennes dans le gouvernement de la Communauté française. Son action antitabac lui a valu le surnom de « Monsieur Anti-Tabac », et il a été salué pour ses politiques en matière de lutte contre le sida.
Au niveau local, André Bertouille reste impliqué à Tournai, siégeant au Conseil communal, d'abord dans l'opposition (1977-1982), puis dans la majorité grâce à un accord avec le PS de Raoul Van Spitael. Président de la Fédération du PRL de Tournai de 1977 à 1995, il a également assumé le rôle d'échevin de la Culture et de la Tutelle sur le CPAS de 1983 à 1994.
Après sa retraite politique, André Bertouille continue de contribuer à son parti et à des organismes tels que l'Agence wallonne pour l'intégration des personnes handicapées. Consul honoraire de Roumanie, il a présidé en 2002 l'instance disciplinaire du MR. Son engagement mémoriel a été reconnu par le Parlement wallon en 2013, le désignant officiellement comme « passeur de mémoire » pour son opposition à toute législation favorable à l'amnistie et ses nombreuses conférences rappelant l'histoire, y compris le sort tragique de son père à Dora,